# Скульська-Весь
Скульська-Весь (пол. Skulska Wieś) — село в Польщі, у гміні Скульськ Конінського повіту Великопольського воєводства.
Населення — 340 осіб (2011).
У 1975-1998 роках село належало до Конінського воєводства.

## Демографія
Демографічна структура станом на 31 березня 2011 року:
|          | Загалом | Допрацездатний вік | Працездатний вік | Постпрацездатний вік |
| -------- | ------- | ------------------ | ---------------- | -------------------- |
| Чоловіки | 168     | 38                 | 103              | 27                   |
| Жінки    | 172     | 34                 | 95               | 43                   |
| Разом    | 340     | 72                 | 198              | 70                   |